# Rissec (Alt Empordà)
|  | Aquest article tracta sobre un riu del Alt Empordà. Si cerqueu el riu del Baix Empordà, vegeu «Rissec». |

El Rissec és un curs d'aigua de l'Alt Empordà, afluent del Manol pel costat dret i, per tant, de la Muga. Neix al terme de Terrades, sota la roca de la Penya. Travessa els termes de Cistella, de Vilanant i de Llers i desemboca al Manol a Avinyonet de Puigventós.